# اماگانست (نیویورک)
اماگانست، نیویورک (به انگلیسی: Amagansett, New York) یک منطقهٔ مسکونی در ایالات متحده آمریکا است که در ایالت نیویورک واقع شده‌است.

## خصوصیات
اماگانست ۱۷٫۰ کیلومترمربع مساحت و ۱٬۱۶۵ نفر جمعیت دارد و ۹ متر بالاتر از سطح دریا واقع شده‌است.